# David Cerrajería
David Cerrajería Rubio dit Cerra est un footballeur espagnol, né le 4 juin 1983 à Valence en Espagne. Il évolue au poste d'arrière droit.

## Palmarès
Vierge